# Mars 1879

## Événements
- Canada : malgré un hiver doux, une embâcle se forme sur le fleuve Saint-Laurent près du Cap-de-la-Madeleine. Cela permet le transport de pierre sur la glace du fleuve pour la construction de la nouvelle église. Ce phénomène fut appelé Pont des chapelets. Notre-Dame du Cap devint un lieu de pèlerinage.

- 12 mars : tarif douanier protectionniste de la Confédération canadienne introduit par John A. Macdonald.

- 15 mars : Albert Grévy est nommé gouverneur général de l’Algérie (fin en 1881).
  - Antoine Chanzy, en conflit avec les représentants des Européens, doit céder la place. Albert Grévy, peu au fait des affaires coloniales, se laisse dominer par les colons membres de l’Assemblée nationale qui cherchent à étendre le pouvoir civil au détriment des, militaires chargés de l’administration depuis la conquête. Il se bat pour l’assimilation, mais, taxés d’imprévoyance, il est remplacé par Tirman.

- 29 mars (Guerre des Zoulous) : défaite des Zoulous à la bataille de Kambula.

## Naissances
- 4 mars : Ioan Gr. Periețeanu, homme politique roumain († 1959).
- 8 mars : Otto Hahn, chimiste allemand, prix Nobel en 1944 († 1918).
- 13 mars : Róise Mhic Ghrianna, chanteuse et conteuse traditionnelle irlandaise († 6 avril 1964).
- 14 mars :
  - Albert Einstein, physicien († 18 avril 1955).
  - Georges Petit, sculpteur belge († 28 décembre 1958).
- 20 mars : Maud Menten, scientiste.

## Décès
- 24 mars : Sava Barcianu-Popovici, prêtre orthodoxe roumain, homme politique et professeur.
- 30 mars : Thomas Couture, peintre français.